# Michael Gruber
Michael Gruber (Schwarzach im Pongau, 5 december 1979) is een Oostenrijks noordse combinatieskiër. 

## Carrière
Gruber won met de Oostenrijkse estafetteploeg de bronzen medaille tijdens de Olympische Winterspelen 2002 in het Amerikaanse Salt Lake City.
Een jaar later in Val di Fiemme won Gruber de wereldtitel op de estafette.
Twee jaar later moest Gruber tijdens de wereldkampioenschappen genoegen nemen met de bronzen medaille op de estafette.
Tijdens de Olympische Winterspelen 2006 in het Italiaanse Turijn won Gruber de gouden medaille op de estafette.

## Belangrijkste resultaten

### Olympische Winterspelen
| Editie | Plaats         | Resultaten                              |
| ------ | -------------- | --------------------------------------- |
| 2002   | Salt Lake City | 28e sprint · estafette                  |
| 2006   | Turijn         | 13 sprint · 12e individueel · estafette |

### Wereldkampioenschappen noordse combinatie
| Jaar | Plaats        | Resultaten                               |
| ---- | ------------- | ---------------------------------------- |
| 2001 | Lahti         | 20e sprint                               |
| 2003 | Val di Fiemme | 16e sprint · 12e individueel · estafette |
| 2005 | Oberstdorf    | 5e sprint · 6e individueel · estafette   |
| 2007 | Sapporo       | 12e individueel                          |